# Gennes-sur-Glaize
Gennes-sur-Glaize – miejscowość i dawna gmina we Francji, w regionie Kraj Loary, w departamencie Mayenne. W 2013 roku populacja ówczesnej gminy wynosiła 1018 mieszkańców. 
W dniu 1 stycznia 2019 roku z połączenia dwóch ówczesnych gmin – Gennes-sur-Glaize oraz Longuefuye – powstała nowa gmina Gennes-Longuefuye. Siedzibą gminy została miejscowość Gennes-sur-Glaize. 